# تپه کنشکین ۴
تپه کنشکین ۴ مربوط به دوران‌های تاریخی پس از اسلام است و در شهرستان تاکستان، روستای کنشکین واقع شده و این اثر در تاریخ ۲۵ اسفند ۱۳۷۹ با شمارهٔ ثبت ۳۱۷۳ به‌عنوان یکی از آثار ملی ایران به ثبت رسیده است.